# Shoal Cove West
Shoal Cove West is een gemeentevrij dorp in de Canadese provincie Newfoundland en Labrador. De plaats bevindt zich aan de noordwestkust van het eiland Newfoundland en maakt deel uit van het local service district Reefs Harbour-Shoal Cove West-New Ferolle.

## Toponymie
De plaats is vernoemd naar Shoal Cove, het inhammetje waaraan de plaats gevestigd is. Het dorp heeft het achtervoegsel "West" gekregen om het onderscheid te maken met Shoal Cove East, een gehucht 45 km naar het noordoosten toe.

## Geografie
Shoal Cove West ligt aan de westkust van het Great Northern Peninsula, het meest noordelijke gedeelte van Newfoundland. Het dorp ligt net ten noorden van Reefs Harbour, net voorbij de overgang van St. Margaret Bay in de Saint Lawrencebaai. Anderhalve kilometer ten westen van het dorp ligt de landtong van het schiereiland New Ferolle.

## Demografie
In 1991 telde Shoal Cove West 208 inwoners. In 1996 was het inwoneraantal gedaald naar 186.
Vanaf de volkstelling van 2001 worden er niet langer aparte censusdata voor Shoal Cove West bijgehouden, aangezien de plaats sinds dan valt onder de designated place (DPL) Reefs Harbour-Shoal Cove West-New Ferolle. Die DPL is een combinatie van de drie dorpen aan de noordkust van het schiereiland New Ferolle en kende tussen 1996 en 2016 een bevolkingsdaling van 50,1%.